# Mezőkomárom
Mezőkomárom község Fejér vármegyében, az Enyingi járásban.

## Fekvése
A mintegy 1000 lakosú község Fejér vármegye délnyugati részén található, a Mezőföld szélén, a Sió partján.
Központján a Dég-Som közti 6402-es út húzódik végig – ezen érhető el a 64-es és 65-ös főutak felől is –, ebből észak felé egy önkormányzati út ágazik ki, amely az egykor önálló vasúti megállóhellyel rendelkező Pusztaszentmihályfa településrészre vezet.
A településen korábban áthaladt a MÁV mára szinte teljes hosszában megszüntetett (és ezen a szakaszon fel is számolt) 49-es számú Dombóvár–Lepsény-vasútvonala. Közös vasútállomása volt a nyugati szomszédjában fekvő Szabadhídvéggel, Mezőhidvég vasútállomás néven, illetve a község közigazgatási területén helyezkedett el a már említett Pusztaszentmihályfa vasúti megállóhelye is.
A mezőkomáromi szőlőkből jó bor készül. Ennek bizonyítéka, hogy a tájat az észak-tolnai borvidék részeként borvidéknek nyilvánították.

## Nevének eredete
A község nevének előtagja földrajzi helyzetére utal, a szláv eredetű „komárom” szó szúnyogost jelent.

## Története
Területén kora bronzkori település maradványait tárták fel. A római korban a Sopianae-Aquincum közötti főútvonal vezetett erre. 

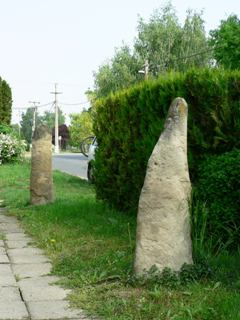
Róma-Aquincum útvonaljelző mérföldkövek

 A kikövezett út a Róma- Aquincum katonaút részeként – a Felsőnyék mellett – a garábhegy völgyében vezetett Pécs (Sopianae), illetve Aquincum (Óbuda) felé. Ennek az útnak a töredékeit megtalálták az ún. Varga-féle ház mellett. Településmaradványokat, temetőket is feltártak a környéken. A honfoglalás korában a fejedelmi törzs szállásterületének nyugati vége, amelyet a besenyők védtek a betolakodóktól.
A közép- és kora újkorban a Sárvíz és a Sió folyók közötti területen, a több száz méter szélességű víz-, illetve mocsárvilágon a kevés számú átkelési lehetőségek egyike volt a mai Mezőkomárom. Ennek emlékét őrzi a község 16., majd 17. századbeli elnevezése.
1536-ban Saar Komar (Sárkomárom), majd 1662-ben Révkomárom néven szerepelt. Az 1676. évi megnevezése már a mai alakot őrzi: Mező Comarom.
Első említése 1536-ban, Somogy vármegye dica lajstromában található, több más szomszédos településsel, például Hídvéggel együtt. 1542-ben viszont a Veszprém vármegyei lajstromban szerepelt, Komar néven.  Ugyanakkor a környékbeli helységek sorolása — Enying, Fokszabadi, Siómaros, Mezőszilas — egyértelművé teszi, hogy a korábbi Saar Komarral azonos településről van szó. A megyeváltozás csakúgy, mint a helység pusztulása a török hódítással állt összefüggésben.  A 17. század negyvenes éveire a község helyén Komárom-puszta található. A pusztává vált helység benépesítése a török megszállónak is érdeke. Az elmenekült magyar tulajdonos, Batthyány Ádám 1647 tavaszán arról értesült, hogy ,,az szpáhi (a közeli) Németiből szállítja meg (telepíti be) erőszakkal" a pusztát.  Az eredeti urukhoz változatlanul hű jobbágyok csak az ő engedélye birtokában vállalják az áttelepülést. Az engedély megadása mellé uruktól még négy esztendei „szabadságot" (szolgáltatások alóli mentességet) is kaptak. 
1661-ben már református prédikátora volt, katolikus plébániáját 1724-ben szervezték meg. A településen volt a herceg Batthyány család birtokközpontja. 1757-től már mezőváros, évente négy országos vásárral dicsekedhetett. A 18. századtól elsősorban jogállása, vásárai, a Sión való szállítás, illetve a Sió átkelőhely miatt a herceg Batthyányak sármelléki, uradalmi központja volt. Szerepét a 19. század elejétől fokozatosan Enying vette át. 1802-ben területéből mérték ki Lajoskomáromot.
1725-ben szervezték meg a római katolikus egyházat, mely a 18. században több környező település anyaegyháza volt. Ekkor épült barokk stílusú római katolikus temploma, mely ma műemlék jellegű épület. A község református templomát 1882-ben építették.
Szőlőhegyeinek (Aranyhegy, Középhegy és Alsóhegy) birtokosa 1870-ig herceg Batthyány Fülöp volt, majd öröklés útján a gróf Draskovics család tulajdonába került. 1998-ban Aranyhegy magaslati pontján helyezték el az Orbán-szobrot, melyet ekkor fel is szenteltek. Ez a szobor a község fejlődésének kezdetét jelenti, de egyben utal a múlt hagyományainak tiszteletben tartására is. A szőlőhegyek a szép kilátás mellett lehetőséget adnak az itt termelt zamatos borok kóstolására is.
A községben élt és dolgozott dr. Entz Ferenc, az 1848-49-es szabadságharc hős honvéd főorvosa, a magyar kertészeti szakoktatás megalapítója, a község első orvosa. Dr. Entz Géza akadémikus, egyetemi professzor, zoológus, az egysejtű állatok kutatója, a szimbiózis felfedezője. Dr. Varga Ferenc, az állatorvosi sebészet első professzora. Mindhármójuknak emléktáblát helyeztek el volt lakóházukon. Mezőkomárom címerének és zászlajának tervezetét Csóbor Eszter festőművész, a falu szülöttje és lakója készítette el.
1950 és 1954 között Mezőhidvég néven egyesítve volt Szabadhídvéggel.

## Közélete

### Polgármesterei
- 1990–1994: Köő Sándor (független)[9]
- 1994–1998: Kiss Csabáné (független)[10]
- 1998–2002: Köő Sándor (FKgP-Fidesz-MDF-MKDSZ)[11]
- 2002–2006: Mohai János (PFM)[12]
- 2006–2010: Mohai János (független)[13]
- 2010–2011: Mohai János (független)[14]
- 2011–2014: Köő Péter (független)[15]
- 2014–2019: Köő Péter (független)[16]
- 2019–2024: Köő Péter (független)[17]
- 2024– : Köő Péter (független)[1]

A településen 2011. június 26-án időközi polgármester-választást tartottak, mert a község korábbi vezetője az év február 28-ával, egészségi okokra hivatkozva lemondott tisztségéről.

## Népesség
A település népességének változása:
| Lakosok száma | 971  | 964  | 955  | 875  | 873  | 857  | 847  |
|               | 2013 | 2014 | 2015 | 2021 | 2022 | 2023 | 2024 |

A 2011-es népszámlálás során a lakosok 90,7%-a magyarnak, 0,3% cigánynak, 0,2% németnek, 0,2% ukránnak mondta magát (9,2% nem nyilatkozott; a kettős identitások miatt a végösszeg nagyobb lehet 100%-nál). A vallási megoszlás a következő volt: római katolikus 56,4%, református 14,4%, evangélikus 3%, görögkatolikus 0,2%, felekezeten kívüli 10,1% (15,2% nem nyilatkozott).
2022-ben a lakosság 93,6%-a vallotta magát magyarnak, 1% németnek, 0,6% cigánynak, 0,3% szerbnek, 0,2% ukránnak, 0,1% románnak, 0,1% ruszinnak, 2,2% egyéb, nem hazai nemzetiségűnek (6,1% nem nyilatkozott; a kettős identitások miatt a végösszeg nagyobb lehet 100%-nál). Vallásuk szerint 42,7% volt római katolikus, 11% református, 0,9% evangélikus, 0,7% görög katolikus, 0,3% ortodox, 1% egyéb katolikus, 13,5% felekezeten kívüli (29,8% nem válaszolt).

## Híres szülöttei
- Entz Géza (1842–1919) biológus, egyetemi tanár, a Magyar Tudományos Akadémia tagja
- Havasi Zoltán (1926–2010) könyvtáros, az Országos Széchényi Könyvtár megbízott főigazgatója 1984-től 1986-ig
- Dr. Varga Ferenc (1835–1908), állatorvos, az állatorvosi sebészet első professzora
- Czafik Béla (1937–2005) olimpiai hatodik helyezett röplabdázó